# Microalga

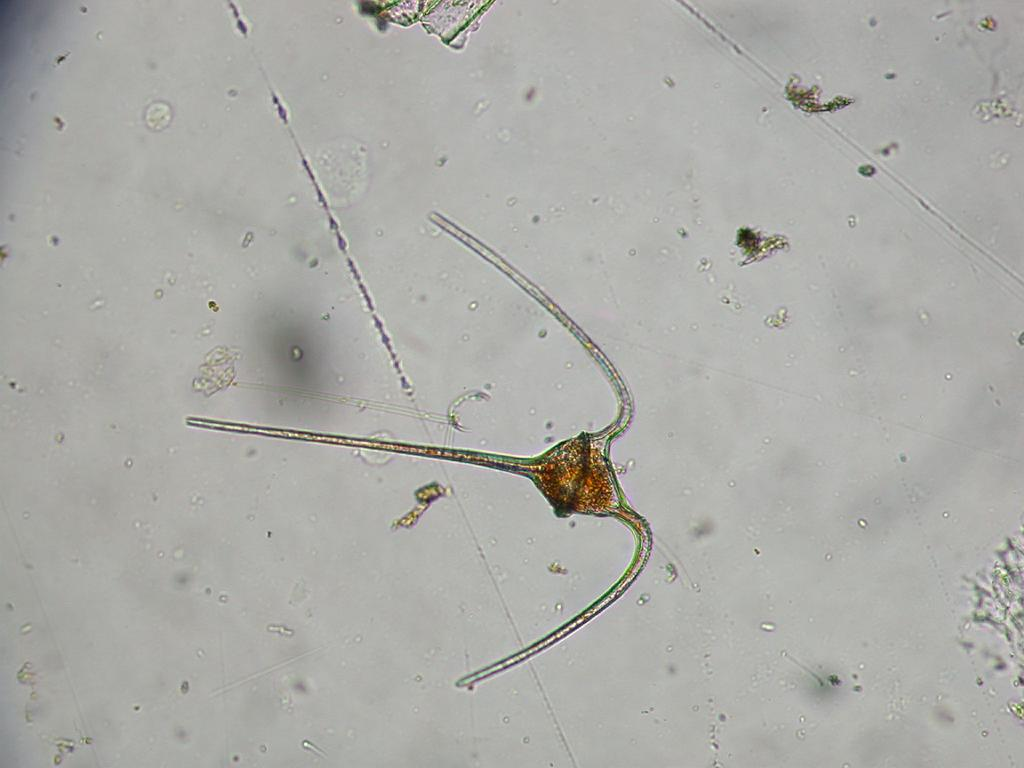
Ceratium sp.(Dinophyta)

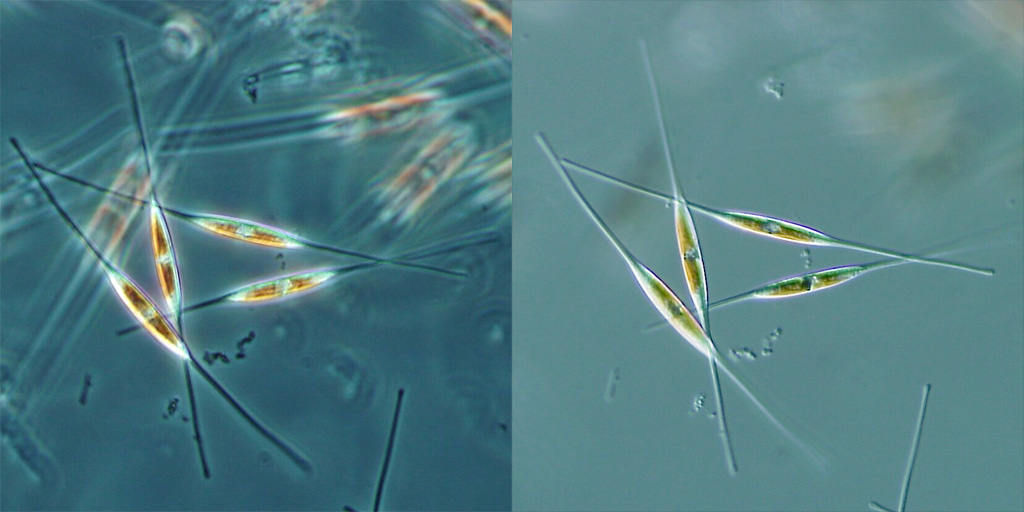
Microalgues diatomees

Les microalgues són un conjunt de microorganismes protistes fotosintètics de senzilla estructura cel·lular que es troben àmpliament distribuïts a la biosfera de la Terra. Viuen suspeses a l'aigua, dolça o salada, per a tenir millor accés al diòxid de carboni (CO₂) i altres nutrients. N'hi ha diverses espècies, totes adaptades a les condicions ambientals a les quals es troben. Es troben en la base de la cadena alimentària dels ecosistemes aquàtics, sent l'aliment d'organismes de mida més gran.
S'utilitzen a l'aqüicultura com a aliment per bivalves i rotífers, sent aquests segons el darrer aliment que es dona als peixos petits abans de passar a l'alimentació artificial. També, per la seva facilitat de cultiu (es reprodueixen molt ràpidament) i la tendència que tenen a acumular sucres i olis, són usades per a reduir el diòxid de carboni d'alguns processos industrials (una cimentera, per exemple): ingereixen el gas contaminant emès i després, en ser cremades a centrals tèrmiques com a agrocombustible (agrocombustible d'alga o "petroli blau"), només n'emeten la meitat a l'atmosfera. La Arthrospira platensis és una microalga que s'utilitza com a complement dietètic per a persones.
D'altra banda, la seva excesiva presència, causada per un excés de nutrients, per exemple a causa de detergents i altres productes contaminants de l'aigua, en un ecosistema lliure pot ser responsable de la mort d'éssers aqüàtics. Tenint prou nutrients, massa per a un ecosistema equilibrat, i una temperatura adient es multipliquen ràpidament, tornant l'aigua de color verd, fins que l'enorme quantitat d'individus esgota l'aliment, típicament al cap d'un parell de dies. Llavors les mateixes microalgues comencen a morir, cosa que s'aprecia veient que el color de l'aigua es torna marronós. La seva descomposició esgota l'oxigen a l'aigua i mata la resta d'éssers vius que l'habiten.

## Divisió
- Cryptophyceae
  - Cryptomonas curvata
- Dinophyceae
  - Gyrodinium spirale
- Prymnesiophyceae
  - Chrysochromulina polylepis
- Chrysophyceae
  - Dinobryon balticum
- Bacillariophyceae
  - Cyclotella choctawhatcheeana
- Dictyochophyceae
  - Dictyocha speculum
- Euglenophyceae
  - Euglena gracilis
- Chlorophyceae
  - Pediastrum tetras